# مصطفى البرادعي
مصطفى البرادعي هو محام وشغل منصب نقيب للمحامين عدة فترات في عهد الرئيس الراحل جمال عبد الناصر وعضو مجلس الأمة في عهد جمال عبد الناصر. ووالد الدكتور محمد البرادعي.
أنجب مصطفى البرادعي خمسة أبناء: محمد أكبرهم، ثم طارق ثم منى ثم علي ثم ليلى وجميعهم حاصلون على أعلى الدرجات العلمية سواء في القانون، الاقتصاد، التعليم، الإدارة وتمتلك الأسرة عدد من الافدنة في قرية بابيار الغربية.
تربى على الشهامة والمروءة حيث كان المجتمع وقتها كان يتميز بالتعددية والتسامح الاجتماعي والديني، وكان مقياس العمل قبل الثورة وفي بداية الثورة هو عمل الإنسان وليس ماله، وكان من يطلق عليهم النخبة يفتخر المجتمع بهم فعلا من نجيب محفوظ، وعبد الحميد الكاتب والدكتور السنهوري في القانون، وعلماء الاجتماع والسياسة وكانت النخبة لا تقل عن النخبة الأوروبية
صاحب مبدأ "الإنسان موقف"، النقيب الأسبق للمحامين في نهاية الخمسينيات من القرن الماضي ولفترتين وكان له مواقف لا تزال أحيال المحامين الذين عاصروه ـ أطال الله في أعمارهم ـ تذكرها وتكررها للأجيال الجديدة من الزملاء. وهناك قصة رواها الكاتب محمد مصطفى البرادعى (صحفى في جريدة الأهرام) يقول فيها "قد كنت أتابع أخبار المرحوم كمال الدين حسين ممثلا لصحيفة الأهرام منذ عام 1956 إلي ان ترك مسئوليات الحكم, ودعاني المرحوم حسن عبد المنعم كامل مدير مكتبه للقاء مع السيد كمال الدين حسين, وسألني عن علاقتي بالنقيب الأستاذ مصطفي البرادعي, وقال إن النقيب مصطفى البرادعى بعث إلي الرئيس جمال عبد الناصر بمذكرة بمطالب لنقابة المحامين وأعضاء النقابة وفيها كثير من المبالغة وقد يثير المحامين, مما أغضب الرئيس جمال عبد الناصر, وقال السيد كمال الدين حسين إنني عرضت معالجة هذا الأمر.
وقال لي مطلوب إبلاغ النقيب ألا يثير المحامين بهذه الطلبات وكفاية!! وقلت له هل مطلوب مني أن أبلغ مثل هذه الرسالة لكبير في العائلة وفي درجة الوالد, فقيم الأسرة لا تسمح بذلك وسيادتك ابن الريف وتعلم مثل ذلك, وصمت برهة واقترح حسن عبد المنعم دعوة النقيب للقاء مباشر لمناقشته وتم هذا اللقاء في استراحة الهرم بعيدا عن المكاتب الرسمية, وجاءت النتائج إيجابية بعد العرض علي مجلس الوزراء لصالح قطاع القضاء الواقف, وقال الراحل مصطفي البرادعي.. إن الإنسان موقف لابد أن يتحمل المسئولية كاملة أو يتركها لغيره
مصطفى البرادعى هو من وقف وتصدى لبعض قرارات أنور السادات وكان شجاعا في التصدى له حيث انه في نوفمبر 1961 كان هناك مؤتمر للتحضير للميثاق وكان السادات سكرتيرا للجنة التحضيرية للمؤتمر الوطني للقوى الشعبية (لجنة المائة) وكان يرأس الجلسة وعندما وقف مصطفى البرادعي على المنبر تحدث عن أهمية حرية الصحافة وتعددية الأحزاب. وكان شديد الجرأة في المطالبة بالإصلاح فأخبره السادات بأن المدة المخصصة لحديثه انتهت، فقال له 'أنا لم أنه حديثي' وقد انتزعت من المنبر انتزاعا'، كذلك تصدى مصطفى البرادعي لأنور السادات في فترة رئاسته، عندما جاء بفكرة القضاء الشعبي.
ويقول محمد البرادعي "كانت الناس تخاف أن تسند لوالدي القضايا لكن أحدا لم يستطع اعتقاله أو حبسه لأنه كان رجلا نظيفاً وكان سعيدا وهو يدفع الثمن مقابل مبادئه، وهي نفس المبادئ التي نادى بها في مضابط لجنة المائة عام 1961."